# Guzek Koenena

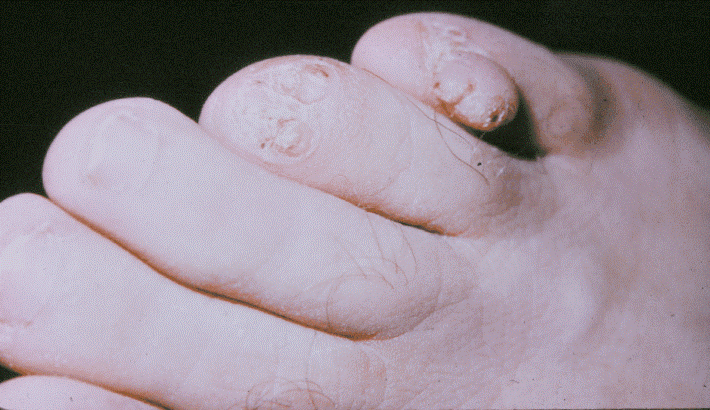
Guzek Koenena u pacjenta ze stwardnieniem guzowatym

Guzek Koenena, włókniak okołopaznokciowy – włókniak w okolicy paznokcia dłoni lub stopy, mający postać różowego lub czerwonawego guzka. 
Narośle te pojawiają się w okresie pokwitania lub w dorosłości. Histologicznie są to hamartomata. Guzki Koenena są bardzo charakterystyczne, ale nie patognomoniczne, dla stwardnienia guzowatego; ujęte są w kryteriach rozpoznawania choroby jako kryterium większe. Wymagają różnicowania z podobnymi, pourazowymi zmianami ADFK (od ang. acquired digital fibrokeratoma). Włókniaki okołopaznokciowe mogą też występować w chorobie von Recklinghausena.
Są to zmiany łagodne i niezłośliwiejące. Stanowią problem natury kosmetycznej. Leczenie polega na chirurgicznym wycinaniu zmian, które jednak często nawracają. Proponowano też laseroterapię laserem CO2.
Zostały opisane po raz pierwszy przez niemieckiego lekarza Richarda Kothego, jednak nie zostało to zauważone. „Odkrycie” tych zmian skórnych przypisano holenderskiemu lekarzowi Joannesowi Henricusowi Marii Koenenowi, który przedstawił pracę na temat stwardnienia guzowatego w 1932.